# 大唐投資國際
大唐投資國際有限公司，簡稱大唐投資國際（英語：Grand Investment International Limited，港交所：1160），是在2004年在百慕達註冊成立，由大唐金融集團管理，現時主要投資澳門、中國大陸內地和香港上市，以及非上市企業。
其股份自2004年4月2日，於香港交易所主板上市，主席和總裁為李惟琤，屬於少數基金投資企業。

## 連結
- GrandInv.com （页面存档备份，存于）